# Ashley Long

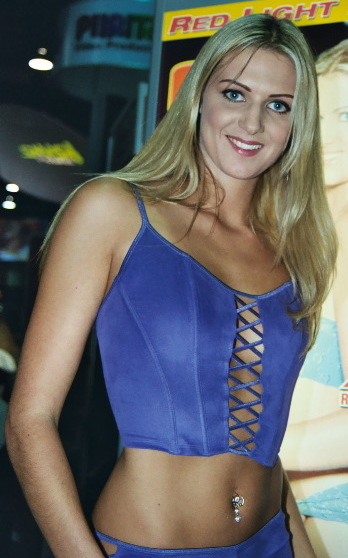
Ashley Long, 2003

Ashley Long (* 8. Juni 1979 in London, England als Amy Louise Ball) ist eine britische Pornodarstellerin.
Sie startete ihre Karriere als Fotomodell für Männermagazine und drehte dann pornografische Filme. Für ihre Darstellungen in dem Film Compulsion aus dem Jahre 2003 des Regisseurs Axel Braun gewann sie mehrere Preise der Branche.

## Auszeichnungen
- 2004: Adam Film World Guide Award als „Best Actress, Film“ in Compulsion
- 2004: Adam Film World Guide Award für „Best Sex Scene, Film“ in Compulsion
- 2004: XRCO Award als „Best Actress (Single Performance)“ in Compulsion
- 2004: AVN Award als „Best Couples Sex Scene – Film“ in Compulsion (zusammen mit Kurt Lockwood)
- 2004: AVN Award als „Best Group Sex Scene – Video“ in Back 2 Evil (zusammen mit Julie Night, Nacho Vidal und Manuel Ferrara)
- 2004: Italienische Delta di Venere als „Best American Female Performer“[1]